# Runga nina
Runga nina är en spindelart som beskrevs av Forster 1990. Runga nina ingår i släktet Runga och familjen Synotaxidae. Inga underarter finns listade i Catalogue of Life.